# Мост Бандай
Мост Бандай (яп. 萬代橋 бандай-баси) — железобетонный арочный мост через реку Синано в японском городе Ниигата (префектура Ниигата).
Длина моста составляет 306,9 м; ширина — 22,0. Мост имеет 6 пролётов, длина основного пролёта составляет 42,37 м. Мост возведён из железобетона и облицован гранитом. Через мост проходит дорога национального значения № 7.
Бандай является символом города Ниигаты.
Первый мост через реку на этом месте был возведён в 1886 году и был построен из дерева. Он являлся частным платным мостом до 1900 года, когда его выкупили власти префектуры. В марте 1908 года большая часть моста была уничтожена великим пожаром Ниигаты. В декабре 1909 года движение по мосту возобновилось.
В 1922 году был открыт водоотводный канал Окодзу, отчего ширина реки в пределах города сократилась втрое до 270 м. Это позволило построить капитальный мост. Его строительство началось в июле 1927 и завершилось в августе 1929 года.
Мост пережил землетрясение в Ниигате 1964 года, в отличие от соседнего, недавно построенного моста Сёва, чьи пролёты сложились.
В 2004 году мост был признан объектом культурного наследия Японии.